# The Sensual World
The Sensual World (с англ. — «Чувственный мир») — шестой студийный альбом британской певицы Кейт Буш, выпущенный в октябре 1989 года и занявший вторую строчку британского хит-парада. Альбом приобрёл платиновый статус в Великобритании и стал золотым в США.

## Об альбоме
На название заглавного трека «The Sensual World» Буш вдохновил роман Джеймса Джойса «Улисс», а точнее — финальный монолог его главной героини Молли Блум, как раз подходивший под написанную Кейт музыку. Поскольку правонаследники Джойса не дали согласия на использование оригинального текста, Буш написала слова, схожие по смыслу с первоначальным замыслом монолога, в котором Молли будто шагает со страниц романа в реальный мир.

## Список композиций
Слова и музыка всех песен — Кейт Буш.
| №  | Название              | Длительность |
| -- | --------------------- | ------------ |
| 1. | «The Sensual World»   | 3:53         |
| 2. | «Love and Anger»      | 4:42         |
| 3. | «The Fog»             | 5:01         |
| 4. | «Reaching Out»        | 3:11         |
| 5. | «Heads We’re Dancing» | 5:15         |

| №   | Название                    | Длительность |
| --- | --------------------------- | ------------ |
| 6.  | «Deeper Understanding»      | 4:40         |
| 7.  | «Between a Man and a Woman» | 3:29         |
| 8.  | «Never Be Mine»             | 3:42         |
| 9.  | «Rocket’s Tail»             | 4:03         |
| 10. | «This Woman’s Work»         | 3:31         |

| №   | Название                        | Длительность |
| --- | ------------------------------- | ------------ |
| 11. | «Walk Straight Down the Middle» | 3:48         |

## Участники записи
Приведены по сведениям базы данных Discogs, нумерация треков указана по изданию в формате компакт-диска.
- Кейт Буш — вокал; фортепиано; клавишные
- Дел Палмер[англ.] — перкуссия Fairlight CMI; бас-гитара (песни 1, 4, 7); ритм-гитара и перкуссия (песня 5)
- Чарли Морган — ударные (песни 1, 4, 6, 11)
- Стюарт Эллиотт — ударные (песни 2, 3, 5, 7, 8, 9)
- Билл Уэлан[англ.] — аранжировщик (ирландские сессии)
- Пэдди Буш — бич-хлопушка (песня 1), валиха и бэк-вокал (песня 2), мандолина (песня 4), тупан (песня 6)
- Дэйви Спиллэйн[англ.] — ирландская волынка (песни 1, 8), свисток (песня 3)
- Джон Шихан[англ.] — скрипка (песня 1)
- Донал Ланни[англ.] — бузуки (песня 1)
- Джон Гиблин[англ.] — бас-гитара (песни 2, 6, 9)
- Дэвид Гилмор — гитара (песни 2, 9)
- Алан Мерфи[англ.] — гитара; гитарный синтезатор (песни 3, 5, 7)
- Джонатан Уильямс — виолончель (песни 3, 5, 7)
- Найджел Кеннеди — скрипка (песня 3); альт (песня 5)
- Майкл Кэймен — оркестровые аранжировки (песни 3, 5, 10)
- Алан Стивелл — кельтская арфа (песни 3, 7); бэк-вокал (песня 7)
- доктор Буш (Роберт Буш, отец Кейт) — диалоги (песня 3)
- квартет Баланеску — струнные (песня 4)
  - Майкл Найман — струнная аранжировка (квартет Баланеску)
- Мик Карн — бас-гитара (песня 5)
- Trio Bulgarka[англ.] — вокал (песни 6, 8, 9)
  - Янка Рупкина (из Trio Bulgarka) — солистка (песни 6, 9)
  - Димитар Пенев — аранжировщик (Trio Bulgarka)
- Эберхард Вебер — контрабас (песни 8, 11)

## Позиции в хит-парадах и уровни продаж
| Год       | Хит-парад                           | Высшая позиция | Пребывание в чарте |
| --------- | ----------------------------------- | -------------- | ------------------ |
| 1989—1990 | Австралия (ARIA)                    | 30             | 4 недели           |
| 1989—1990 | Великобритания (UK Albums Chart)    | 2              | 20 недель          |
| 1989—1990 | Европа (European Top 100 Albums)    | 6              | нет данных         |
| 1989—1990 | Италия (Musica e dischi)            | 14             | 6 недель           |
| 1989—1990 | Канада (RPM Albums Chart)           | 14             | 20 недель          |
| 1989—1990 | Нидерланды (Album Top 100)          | 16             | 14 недель          |
| 1989—1990 | Новая Зеландия (RMNZ)               | 27             | 2 недель           |
| 1989—1990 | Норвегия (VG-lista)                 | 7              | 6 недель           |
| 1989—1990 | США (Billboard Top Pop Albums)      | 43             | 26 недель          |
| 1989—1990 | Финляндия (Suomen virallinen lista) | 3              | 12 недель          |
| 1989—1990 | Франция (IFOP)                      | 38             | 4 недели           |
| 1989—1990 | ФРГ (Offizielle Top 100)            | 10             | 21 неделя          |
| 1989—1990 | Швейцария (Schweizer Hitparade)     | 11             | 5 недель           |
| 1989—1990 | Швеция (Sverigetopplistan)          | 17             | 5 недель           |
| 1989—1990 | Япония (Oricon)                     | 18             | 4 недели           |

| Хит-парад (1989)             | Позиция |
| ---------------------------- | ------- |
| Великобритания (Gallup Poll) | 45      |
| Италия (FIMI)                | 66      |
| Канада (RPM Year-End)        | 93      |
| Нидерланды (Jaaroverzichten) | 97      |

| Регион | Сертификация | Продажи  |
| --- | ------------ | -------- |
| Великобритания (BPI) | Платиновый   | 330 000  |
| Канада (Music Canada) | Золотой      | 50 000^  |
| США (RIAA) | Золотой      | 500 000^ |
| Франция (SNEP) | Золотой      | 100 000* |
| Япония | —            | 20 010   |
| * Данные о продажах приведены только на основе сертификации. ^ Данные о тиражах приведены только на основе сертификации. |              |          |